# 秋嶺 (亞利桑那州)
秋嶺（英語：Autumn Ridge）是位於美國亞利桑那州馬里科帕縣的一個非建制地區。該地的面積和人口皆未知。

## 地理
秋嶺的座標為33°39′11″N 112°09′14″W / 33.65306°N 112.15389°W，而該地的平均海拔高度為399米（即1309英尺）。